# (9946) 1990 ON2
(9946) 1990 ON2 — астероїд головного поясу, відкритий 29 липня 1990 року.
Тіссеранів параметр щодо Юпітера — 3,614.